# Історія французького вина
Доповнення до основної статті: Виноробство у Франції

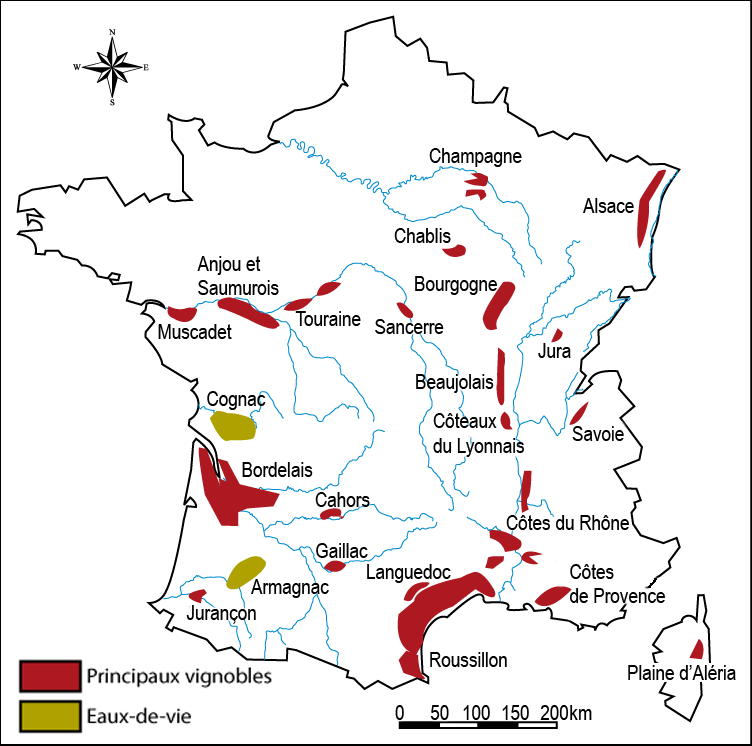
Основні виноробні регіони Франції.

Історія французького вина охоплює період не менше 2600 років, заглиблюючись в епоху Грецької колонізації Південної Галлії і заснування фокейцями Массалії у VI столітті до нашої ери. Саме фокейці, як вважається, посадили перші лози винограду у місці заснування. Подальший розвиток виноградарства був продовжений римлянами. Із земель, які римляни називали Галлія виноградні лози розсадили в регіони, сьогодні відомі як: Бордо, Бургундія, Ельзас, Шампань, Лангедок, Долина Луари і Рони.
Протягом усієї історії галузь французького виноробства буде перебувати під впливом і керуватися комерційними інтересами прибуткового англійського, та голландського ринку. До французької революції, католицька церква була найбільшим власником виноградників у Франції, і володіла значним впливом у регіонах Шампань та Бургундія. Саме звідси пішло поняття теруар. Французька винна промисловість була по суті зачинателем виноробства в усьому світі, і заклала основи виноробства, де вона вважалась еталоном. Наприкінці XX початку XXI століття розпочалася експансія вин, так званого «Нового світу», яка дала початок жорсткій конкуренції з боку виноробів «Старого світу» (Франції, Іспанії, Італії) та «Нового світу» (Каліфорнії, Австралії та Південної Америки).

## Давні віки
Див. також: Вина Стародавньої Греції та Вина Стародавнього Риму
Існують археологічні докази про те, що кельти почали вирощувати виноград, Vitis Vinifera, в Галлії. Виноградне насіння було знайдено по усій Франції, і вік цього насіння вказує на більш ранні ніж греко-римські часи. Наприклад, знайденому у Женевському озері насінню більше 12 тисяч років. Заснування Масалії (сучасний Марсель), стало рушійним пунктом у розповсюдженні виноградарства по території сучасної Франції. Започатковане греками, воно було продовжене римлянами. За римських часів, виноградарство почало активно розвиватися, коли аллоброги, кельтський народ Нарбонської Галлії, провінції на півдні Галлії, отримав право виготовляти вино.
У 7 році нашої ери грецький географ Страбон відзначає, що в районах навколо Масілії і Нарбо можна вирощувати такі ж рослини, як і в Італії, але інша частина Галлії, далі на північ, не дає можливості вирощувати оливки, рис або виноград. Наприкінці першого століття до нашої ери — початку першого століття нашої ери виноградарство почало поширюватися на інші провінції Галлії — за межі районів, де росли оливкові та фігові дерева, тут зокрема бере початок сорт biturica — предок каберне сортів.
У I столітті виноградарство розповсюджується у долину Рони, у II столітті — в Бургундію та Бордо, у III столітті — долину Луари, у IV столітті в Шампань і Мозель. Предки сучасних французів досягли дивовижних успіхів у виноробстві, саме вони уперше для транспортування вина стали використовувати дерев'яні бочки замість звичних глиняних амфор, оскільки витримка у бочках покращувала якість багатьох вин. З цього моменту почали поширюватися так звані районовані сорти винограду, зокрема на північ почали розповсюджуватися більш холодостійкі лози, у той час, як на території сучасного Бордо отримали поширення вологостійкі сорти. Галльське вино стало настільки серйозним конкурентом римському, що за наказом імператора Доміціана у 96 році, велику кількість виноградних лоз було вирублено. Тим самим виноградарство у Галлії було практично знищено, і лише у 270 році нашої ери галлам було дозволено знову вирощувати виноград та виготовляти вино.
Прискорений розвиток виноробства стимулювала церква (вино було суттєвим джерелом прибутку, а згодом воно використовувалось і в церковних обрядах). Зокрема, вагомий вклад у розвиток виноробства здійснив Мартин Турський.

## Від Середньовіччя до епохи Просвітництва

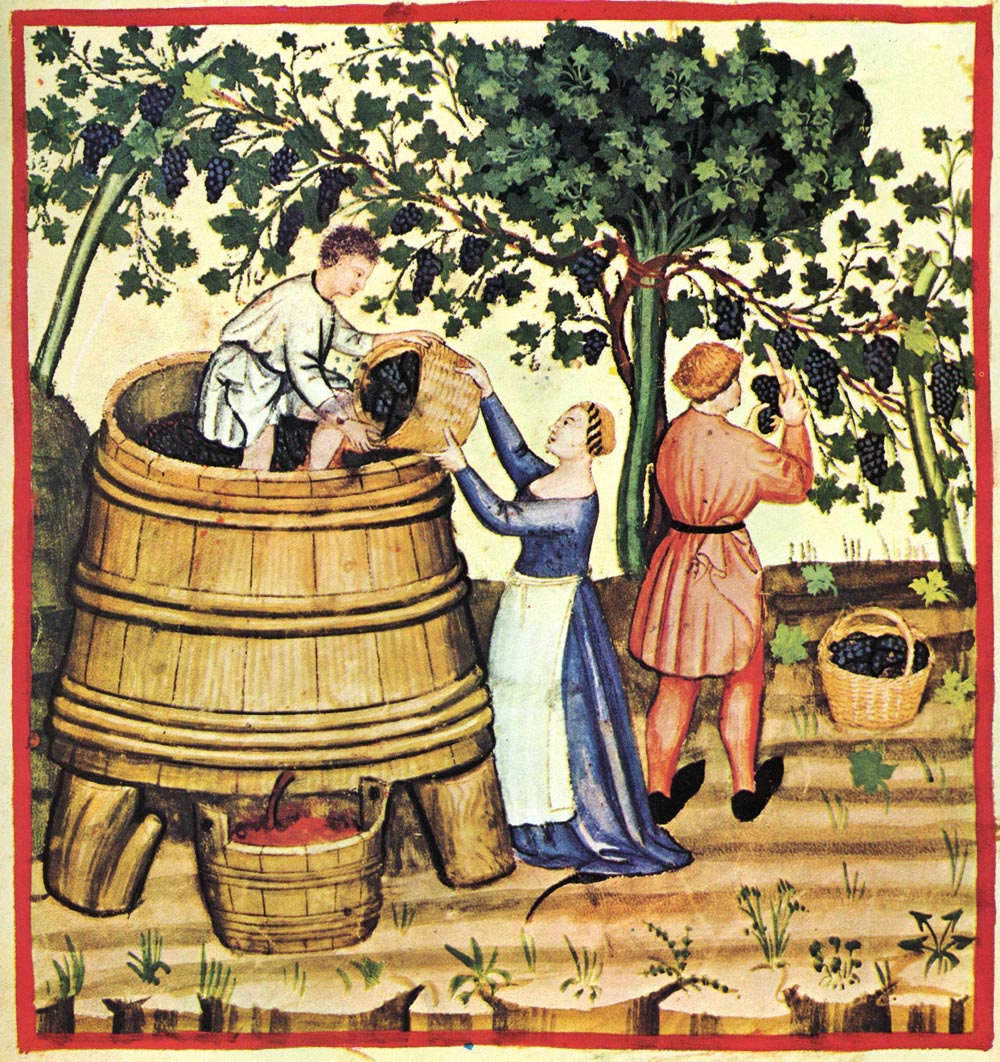
Збір винограду в середньовічній Франції

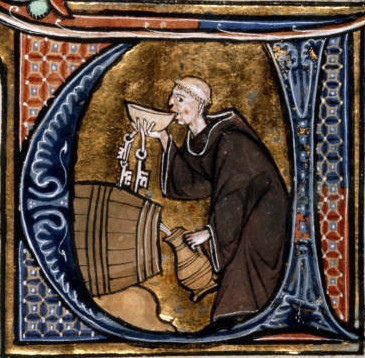
Чернець, який п'є вино, з Li Livres dou Santé, Франція, кінець XIII ст.

Після падіння Римської імперії у виноробстві також відбуваються істотні зміни. Виноробство починає занепадати практично усюди, крім Галлії. У цей час Галлію було захоплено північними племенами германців, зокрема, вестготами, бургундами та франками, жодне з яких не було знайоме з вином. Утворилися нові королівства Аквітанія, Бургундія та Іль-де-Франс. Важливе місце посідало королівство Карла Великого. Розташовуючись між півднем Франції, де культивування винограду і виготовлення вина було легким і зручним, та північчю, де виноградарство не було добре розвинутим, королівство Карла Великого стало по суті торговим центром. Це приносило йому значні прибутки. В епоху Каролінгів сформувалась нова система землеустрою, яка була тісно пов'язана із розповсюдженням виноградарства по середньовічній Франції. В рамках системи сформувались новий тип взаємовідносин між землекористувачем та землевласником. Зокрема фермер як землекористувач міг пропонувати землевласнику, що мав землю, яка не оброблялась, почати її обробіток, створити насадження тощо. Через визначений договором термін, половина земель поверталася власнику, а інша половина залишалась фермеру за умов сплати останнім щорічно певного відсотка прибутку чи десятини попередньому власнику. Завдяки цій системі багато земель, що не оброблялись раніше, було залучено у сільськогосподарський обіг. Часто землі засаджувалися виноградними лозами, що суттєво сприяло поширенню виноградарства, а отже і розвитку виноробства.
Тим часом культивуванням винограду і виготовленням вина починає активно займатися церква. Починаючи з VI століття виноградники культивувалися середньовічними ченцями, а монастирі ставали свого роду центрами виноробної промисловості, що приносило їм прибуток, а також забезпечувало постійний запас вина, символу крові Ісуса Христа, для бенкетів з нагоди різних свят, релігійних служб (причастя), зустрічей важливих гостей, паломників тощо. Наприклад, у 1098 році орденом цистерцианців на чолі зі святим Робертом Молемським в Бургундії було засноване абатство Сіто, де відберуть лозу, поліпшать технологію виробництва вина, визначать найкращі ґрунти та мікроклімати, тобто по суті введуть поняття — теруар. У період з XII по XV століття монахами на виноградниках Бургундії, Іль-де-Франсу, Мозеля, Дофіне, Лангедоку та Південного Заходу буде сформоване виробництво найкращих вин. Уже в XIII столітті у поемі «Битва вин» було перераховано понад 70 сортів французького вина.
У цей період починає розвиватися зовнішня торгівля. У зв'язку з тим, що перевезення великих бочок вина дорогами було дорогим і часто ризикованим, виноробні господарства розпочинають практику перевезень вина судноплавними річками, а портові міста Бордо, Ла-Рошель, Руан стають центрами винної торгівлі. У цей період політична ситуація та численні союзи відіграють істотну роль у торгівлі французьким вином між європейськими країнами.
У 1152 році шлюб між Алієнор Аквітанською та Генріхом II Плантагенетом, майбутнім королем Англії, став початком довгих і плідних відносин між Англією та Бордо, одного з виноробних регіонів, звідки щорічно восени і на Великдень морським шляхом до Лондона відправлялися каравани суден, завантажених бочками з вином. Так доставлялися до Англії найвідоміші червоні вина Бордо, або «кларети» як їх досі називають в Англії. Одиницею вимірювання об'єму судна стає бочка вина, від назви якої (фр. tonneau) походить сучасне слово «тонна». XIV століття стало піком процвітання винної торгівлі між Англією та Бордо, і завершилось із початком Столітньої війни. Коли ж англійців по завершенні Столітньої війни було вигнано з Франції, місце у торгівлі вином зайняли голландські торговці. Вони суттєво розширили ринки торгівлі вином на держави Ганзейської унії.
«Старий союз» укладений між Францією, з одного боку, та Шотландією з Англією, з іншого, відкрив Шотландії доступ до французьких вин.

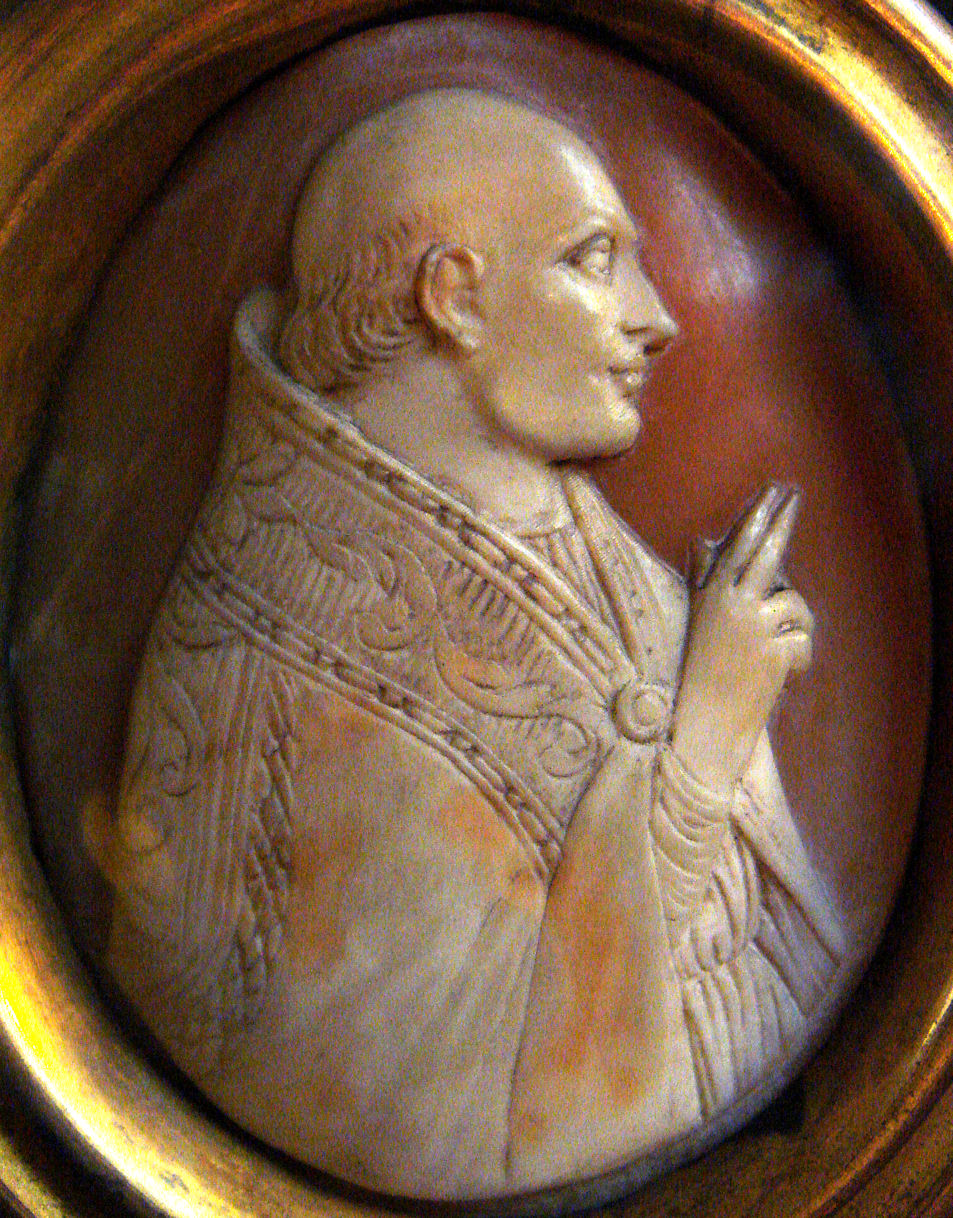
Папа Климент V був родом з Бордо і утримував власний виноградник. Сьогодні господарство носить назву Château Pape Clément.

У 1305 році вибори папи Климента V та переїзд папської резиденції з Риму до Авіньйону, сприяло подальшому зростанню репутації французьких вин, як найкращих у світі. Коли Петрарка писав папі Урбану V, благаючи останнього переїхати у Рим, він зауважував, що однією з перешкод для переїзду є відсутність найкращих бургундських вин на Південь від Альп. За період Авіньйонського папства бургундські герцоги були вкрай зацікавлені зробити вина регіону символом влади і статусу. Жодна з офіційних подій чи святкувань не обходилась без вина. Можна сказати, що престиж Бургундського герцогства був сформований частково завдяки престижу бургундського вина. Приєднання Голландії та Фландрії до Бургундії відкрило французькому вину голландський ринок. Бургундські герцоги вносять неабиякий внесок у справу підвищення якості вина і навіть присвоюють собі звання «сеньйорів найкращих християнських вин». У 1395 році було викорчувано звичний сорт винограду «гаме» і замінено сортом «піно».
У Середні віки, з розвитком міст, до виноробства починає долучатися також і буржуазія. Міста стали оточувати виноградники. Таким чином, в XV столітті культивування виноградників стало повсюдним у Франції — на землях церкви, аристократів та буржуазії. Протягом усього періоду середньовіччя, Франція була найбільшим експортером вина, а регіоном з найбільш великою площею виноградників був Іль-де-Франс. Тільки в XVI столітті місця виноградників в Нормандії, Бретані, Лотарингії і Фландрії займуть злакові культури і фруктові дерева, на півдні ж площі виноградників продовжать розширюватися.
Епоха Просвітництва характерна зростанням досліджень в галузі виноробства. У цей період до різноманітних досліджень були залучені широкі наукові кола. Окремі вчені та навіть цілі університети досліджували проблеми виноробства, зокрема було детально розглянуто питання очищення, стабілізації та покращення смакових якостей вина. Детальніше зосередились і на сортовому складі виноградників. Було відібрано найкращі сорти, зорієнтовані на клімат та інші особливості регіону, що дозволило збільшити кількість та якість отримуваного врожаю.
За період правління Людовика XIV було споруджено Південний канал, новий комерційний маршрут, яким почали активно перевозити вино. Об'єми виробленого вина будуть збільшуватися, проте вино стане справді народним напоєм лише після революції, коли в середньому дорослий чоловік випиватиме один літр вина на день.
У XVIII столітті вино Blanquette-de-limoux йшло на експорт в Німеччину, Saint-georges-d'orques цінувалося в Англії та в Нідерландах, що стосується вин Muscats de Mireval і Muscats de Frontignan, які вважалися цілющими, то їх розпивали при королівських дворах Європи, ними захоплювались Вольтер і Томас Джефферсон. Американський президент вважав, що французьке вино допоможе в боротьбі проти пияцтва у себе на батьківщині. У 1731 Людовик XV з метою обмежити виробництво середньосортних вин вводить заборону на посадку нових виноградних плантацій, проте площі виноградників, що належать монастирям і французькій знаті, що виробляють високоякісне вино, зростатиме аж до Французької революції 1796 року, коли багато виноградників будуть конфісковані у колишніх власників.

## Від епохи революції до філоксери
Див. також: Велике Французьке псування вина

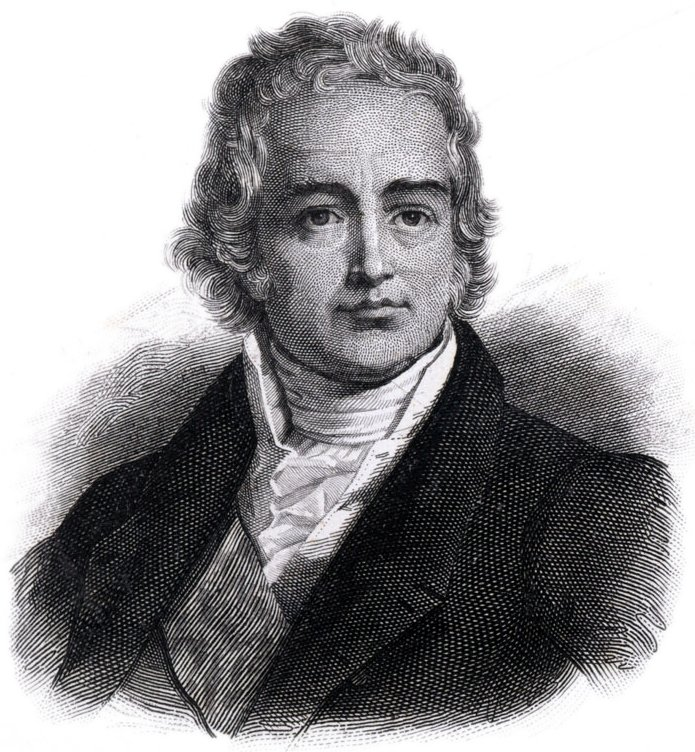
Як міністр внутрішніх справ Жан-Антуан Шапталь відігравав важливу роль у сприянні французькій винній промисловості оговтатися від французької революції.

Після Французької революції відбулося зростання кількості виробленого неякісного французького вина. Міністр внутрішніх справ Жан-Антуан Шапталь вважав однією з причин цього відсутність необхідних знань у багатьох нових виноробів. Винороби не розумілися ні на нових технологіях виготовлення вина, ні на вирощуванні якісного виноматеріалу. Серйозною проблемою буда відсутність практики, що звичайно не могло не відобразитись на якості вина. У 1801 році Шапталь видає трактат фр. «Traité théorique et pratique sur la culture de la vigne», у якому він зокрема відстоює пропозицію додавання цукру до вина під час бродіння для збільшення рівня алкоголю у кінцевому продукті (процес сьогодні відомий як — шапталізація).
Процвітанню французького виноробства чимало сприяла і політика вільної торгівлі, а саме підписані Наполеоном III в 1860-1865 роках торгові угоди, які відкрили винам Франції шлях на європейські ринки. До середини XIX століття винна промисловість Франції увійшла в золотий період процвітання. Буржуазія як новий клас перетворилася на важливого споживача на ринку як вина так і іншої алкогольної продукції. Виноробні регіони Бордо, бачачи зацікавлення та збільшення попиту на вина серед парижан, окрім англійського ринку розпочинають широкі постачання вина в Париж. До Паризької виставки 1855 року Наполеон III доручає торгівцям винами Бордо розробити класифікацію вин, за якою можна було б не тільки ознайомитися з найкращими зразками виноробів, а і визначити найкращі виноробні господарства. Офіційна класифікація вин Бордо 1855 року стане однією із найвідоміших класифікацій винних господарств в усьому світі. На її засади та положення будуть орієнтуватися усі подальші класифікації та рейтинги вин. Класифікація стане предметом національної гордості Франції, а французьке вино отримає міжнародне визнання, та стане орієнтиром, стандартом для вин світу.

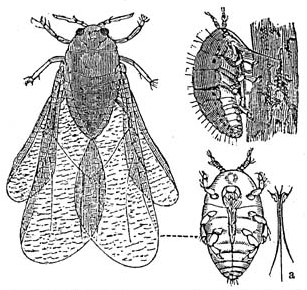
Філоксера

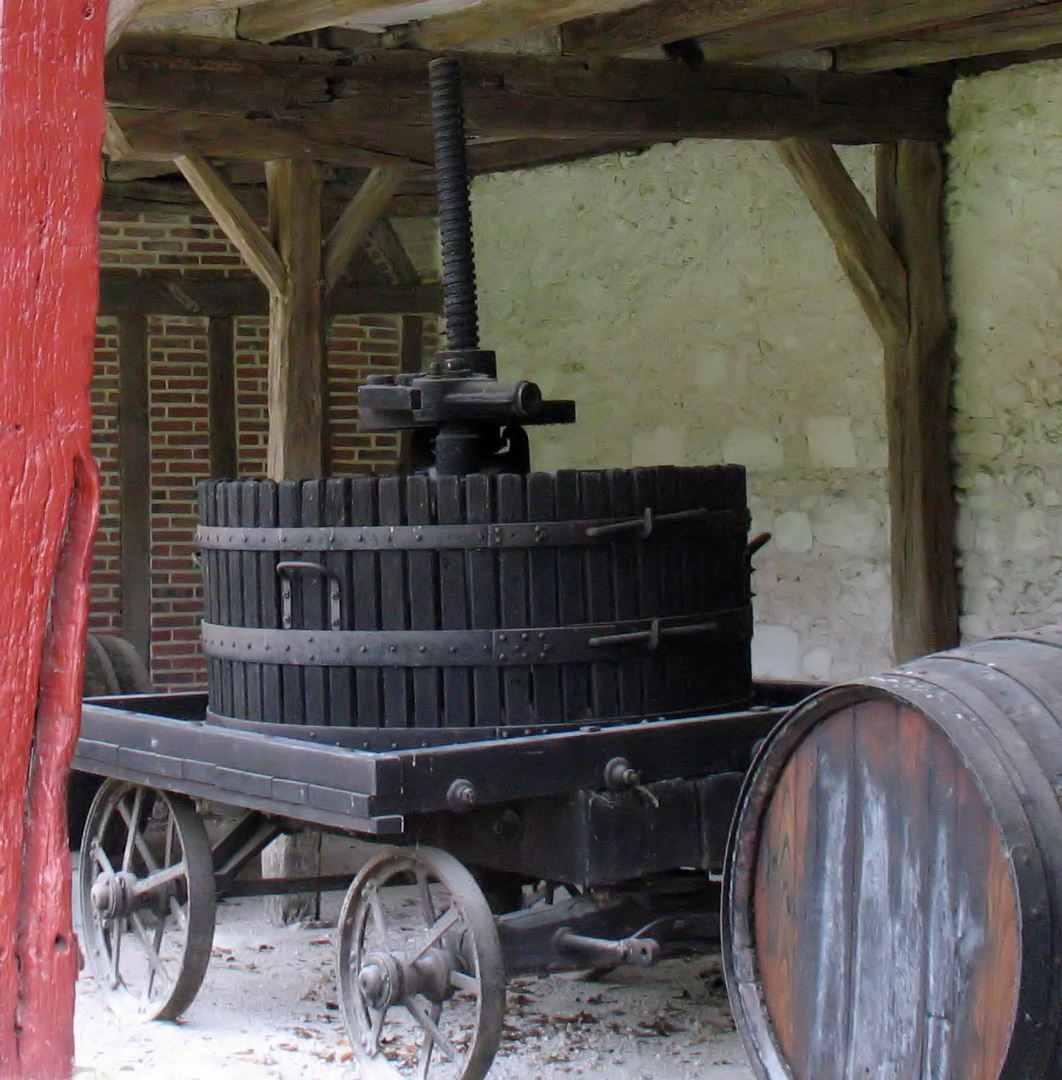
Старовинний винний прес з замку Шенонсо

У другій половині XIX століття французьке виноробство постане перед загрозою зникнення. У XIX столітті, зріс науковий інтерес до збору ботанічних зразків. У результаті чого до Франції було завезено багато різноманітних зразків рослин, а разом з ними було завезено нові невідомі до того часу хвороби та шкідники, від яких не було природного захисту. Зокрема, з Північної Америки було завезено низку хвороб винограду, що спустошували винну промисловість Франції. Почалися проблеми із завезення борошнистої роси або оїдіуму, яка знизила рівні врожайності та кінцеву якість винограду, а отже і вина. У 1854 році спостерігався найменший за 60 років урожай винограду. Розв'язання проблеми запропонував Анрі Маре (фр. Henri Marès). Виноградники для боротьби з оїдіумом почали кропити бордоською рідиною.

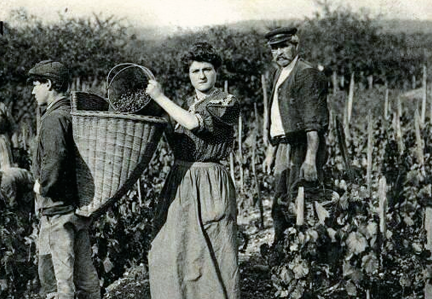
Збір винограду у Франції, 1900 рік

Проте найбільшу проблему для виноградників створила привезена з Північної Америки дрібна попелиця — Філоксера. Цей шкідник повільно, проте вірно знищував усі виноградники. Розв'язання проблеми теж було привезено з Північної Америки. Виноградні лози Франції почали прищеплювати на американські саджанці аборигенного винограду. У той час, як щеплення дозволили розв'язати проблему філоксери, з'явились нові проблеми, завезені разом із саджанцями. У 1878 році відбувся спалах несправжньої борошнистої роси, а у 1880 спалах виноградної чорної гнилі (англ. Black rot).

## Сучасна історія
Попри те, що виноградарям довелося починати все майже з нуля, перемога над філоксерою дала поштовх новим дослідженням в галузі селекції. Можливість вивчення нових насаджень дозволила багатьом виноробам експериментувати з гібридними насадженнями. Починаючи з перших американських гібридів (наприклад Делавер і Клінтон) з генами стійкіших видів американської лози, потім перейти на французькі гібриди (наприклад Шамбурсен (фр. Chambourcin) та Відаль Блан (фр. Vidal Blanc)), вино яких має смак і аромат притаманний європейській лозі.
Виникнення нових стійких до хвороб та високопродуктивних сортів винограду призвело наприкінці XIX початку XX століття до перевиробництва і падіння цін на вино. Виноробні господарства банкрутували, в галузі виноробства панував хаос, вина активно фальсифікувалися в гонитві за прибутком. Престиж Франції як провідної виноробної держави опинився під питанням. Це призвело до того, що у 1905 році було закладено основи законодавства, яке регламентувало технологію виробництва високоякісних вин, встановлювало чіткі межі виноробних регіонів. Уряд почав вживати заходи, що обмежили виробництво низькоякісного вина і заборонили культивування низькоякісних сортів винограду.

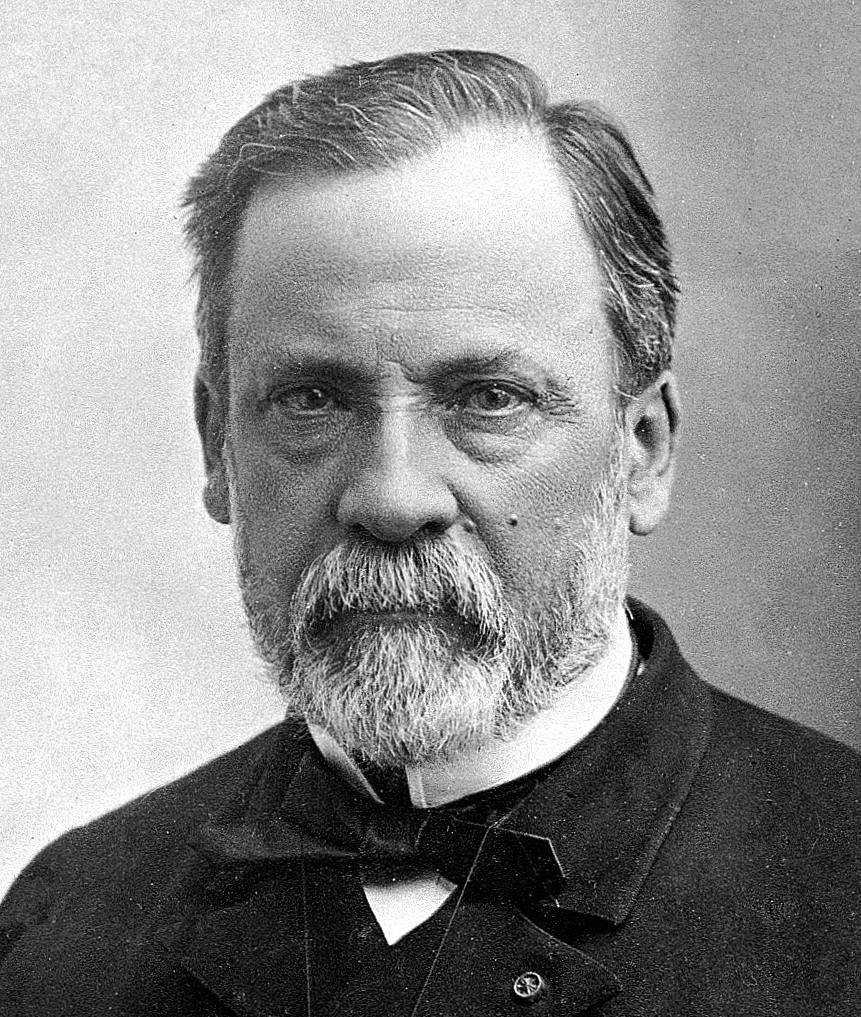
Луї Пастер став засновником наукового підходу до процесу виготовлення вина

Наприкінці XIX століття французький уряд доручив Луї Пастеру провести ґрунтовні дослідження проблем, що турбують французьку винну промисловість. Результати цих досліджень вплинули на розвиток науки французького виноробства. Пастера просили допомоги у визначенні якості вина, та причин псування, зокрема закисання вина. Між третім та четвертим роками досліджень Пастер, провівши детальні дослідження, здійснив ряд відкриттів, наприклад, науково пояснив процес бродіння. Зокрема визначив, що в основі процесу бродіння лежить діяльність мікроскопічних грибів (дріжджів), що перетворюють цукор на алкоголь, а також, що саме кисень відіграє важливу роль у витримці та поліпшенні смакових якостей вина. Він також визначив наявність у вині гліцерину та бурштинової кислоти, а також корисність процесу додавання винної кислоти під час виноробства.
Пастер визначив декілька причин псування вина, включаючи деякі, які можливо усунути чи контролювати під час виробництва вина. Зокрема він визначив, що проблема псування бургундського вина і його перетворення на оцет під час тривалого перевезення його до Англії була викликана бактерією Acetobacter.
Результати досліджень Пастера викликали революцію у французькому виноробстві та в кінцевому результаті поширилися на інші виноробні регіони світу.

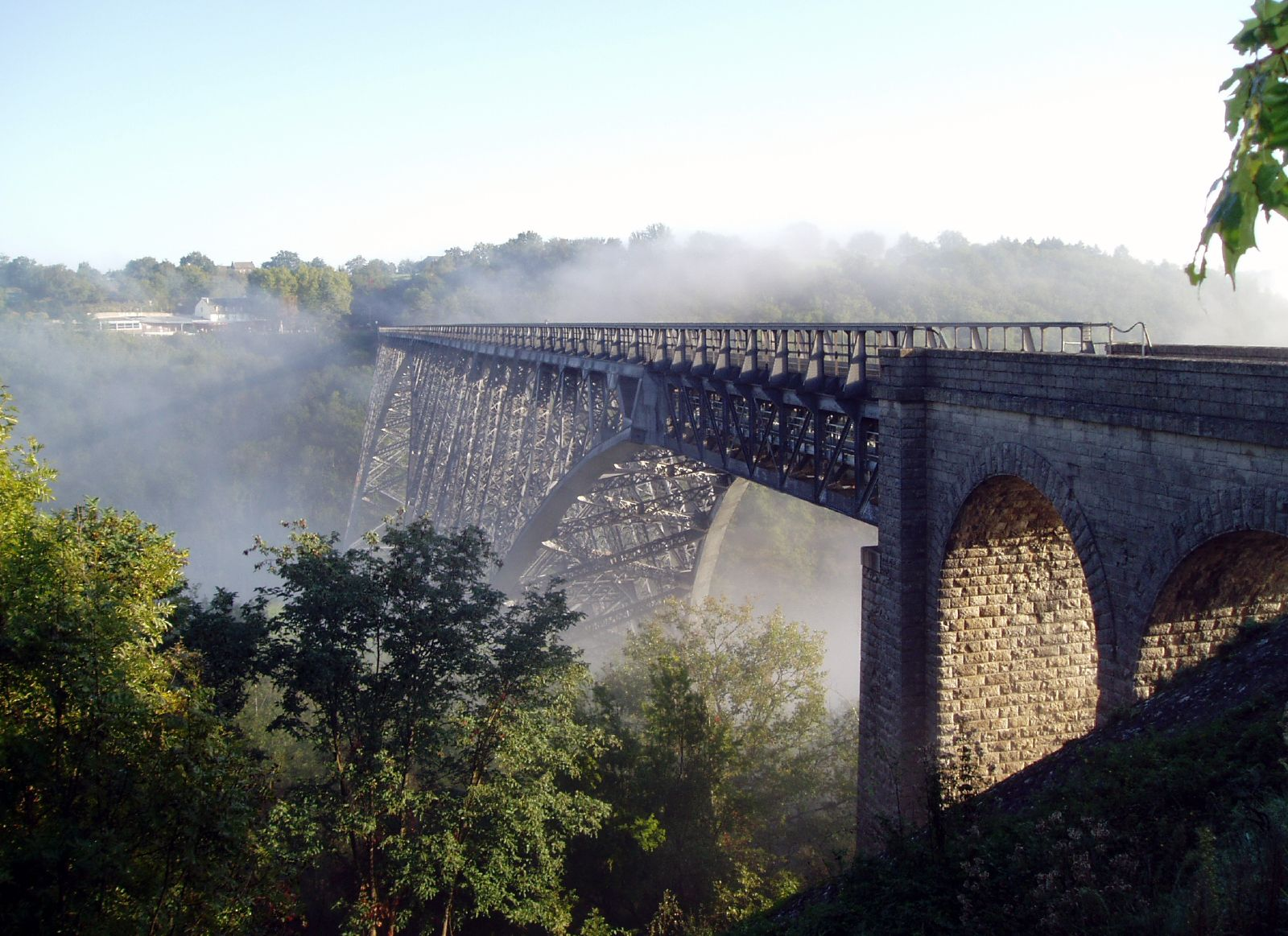
Залізничний транспорт дозволив прискорити розвиток виноробства у регіонах, які мали обмежений доступ до транспортних мереж

Розвиток залізничного транспорту розширив горизонт для торгівлі французькими винами. Якщо раніше транспортні потоки йшли, в основному, по морю або по річках, то тепер з'явилася можливість швидше доставляти продукцію по суші. Стрімкого розвитку у виноградарстві та виноробстві у цей період досягає регіон на півдні Франції — Лангедок. У цьому регіоні виготовлялися легкі прості вина, які з розширенням транспортної мережі стали доступними в усій Франції. У подальшому ці вина стали покращувати додаванням спирту (так званим кріпленням), та створенням купажів із додаванням алжирських вин, з французької колонії, що у свою чергу сприяло розвитку економіки Алжиру.
Наступні кілька десятиліть сильного удару виноробству Францію і всієї Європи завдасть низка економічних криз та дві світові війни. Стрімко зростає конкуренція з боку виноробів «Нового світу». Для того, щоб втримати конкурентоспроможність та звернути увагу на потребу реорганізації виноробної промисловості країни у 1935 році засновується Національний інститут походження та якості фр. Institut national des appellations d'origine (INAO) та створюються системи контролю за походженням (AOC), метою яких є проведення контролю за якістю вина, регламентуючи технологію його виробництва, охорону індивідуальності. Вони і до сьогодні визначають технологію виробництва вина в найкращих господарствах країни.
У 1956 році на базі Університету Бордо, було створено навчальний напрям, за яким ведуть підготовку фахівців-енологів.
Економічний бум в післявоєнні роки, значні інвестиції, а також нове покоління виноградарів призвело до створення нового вигляду французького виноробства, починаючи з 1970-х років. Сучасні виноробні господарства використовують супутникові дані для початку збору врожаю. У виноградарство та виноробство входять сучасні технології.
Після створення Європейського Союзу у Франції були прийняті програми боротьби з «винним озером», проблемами надлишків, викоріненням менш бажаних сортів винограду, та забезпечення технічної підготовки фахівців в галузі виноградарства та виноробства. Багато з цих дій стало відповіддю на зниження внутрішнього споживання вина і падіння продажів за кордоном, які відбулися наприкінці XX століття.
Сьогодні у XXI столітті виноробство у Франції переживає занепад, у першу чергу це пов'язано із конкуренцією з боку інших європейських країн, а також виноробів «Нового світу». За останні 30 років частка Франції у світовій винній торгівлі скоротилася на 30 %. Французькі вина верхнього сегмента ринку досі мають попит і у Франції, і за кордоном, незважаючи на високі ціни. Вина ж нижнього і середнього цінового сегмента поставлять на масове виробництво під загальною назвою фр. Vins de France («Вина Франції») і вони будуть мати стандартний (єдиний смак), та будуть розраховані на любителів цього напою в країнах північної Європи і, зокрема, у Великій Британії, яка залишається найбільшим закордонним ринком збуту для виноробів Франції.

## Фактори, що впливали на французьке виноробство
За усю свою історію французьке виноробство формувалось під впливом внутрішніх та зовнішніх факторів. Найбільш суттєвий вплив у період раннього розвитку здійснював англійський (британський) народ як через економічні, так і через політичні важелі. Значний вплив на розвиток виноробства, особливо у XVI—XVII столітті, здійснювали голландці, які були вагомими гравцями на винному ринку Європи. Ще одним суттєвим чинником, що впливав на розвиток виноробства у Франції була Католицька церква, що утримувала величезні площі виноградників і була по суті найбільшим виробником вина у Франції аж до Французької революції.

### Британці

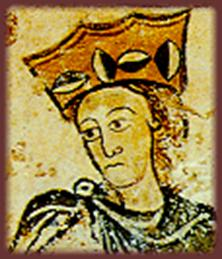
Шлюб Елеонори Аквітанської (зображення) та Генріха II сприяло розвитку французького виноробного регіону Бордо.

Вологий прохолодний клімат Британських островів не дозволяв виготовляти достатньо якісні вина та, найголовніше, у кількостях, достатніх для задоволення потреб Лондону. Це змушувало Англію задовольняти великі потреби у вині із ринків за кордоном, а також застосовувати економічний та політичний вплив у власних інтересах з цією ж метою. У 1152 році шлюб між Алієнор Аквітанською та Генріхом II Плантагенетом, майбутнім королем Англії, поставив велику частину південно-західної Франції під Англійське управління. Коли син Генріха II Іоанн успадкував англійську корону, він прагнув догодити гасконцям. Зокрема він звільнив торговців із Бордо від прийнятого династією Плантагенетів «Grand Coutume» — експортного мита. В результаті чого вино з Бордо стало найдешевшим у Лондоні та завоювало величезну популярність серед англійців, які назвали його «кларет». Ця назва поширена і сьогодні. Протягом наступних трьохсот років велика частина Гасконі, особливо Бордо, мала тісні торгові зв'язки з Англією, що дозволило регіону розвиватися швидше, ніж інші виноробні регіони Франції. По завершенні Столітньої війни ці землі знову повернулися під французьку корону, проте залишили чіткий відбиток англійського впливу.
Після відновлення Карлом II британської корони деякі французькі вина знову увійшли в моду на лондонському ринку. Одним з таких вин стало шампанське, яке ігнорували французькі споживачі через наявність бульбашок (вони віддавали перевагу неігристим шампанським винам). Французький емігрант Шарль де Сент-Евремон представив шампанське у Лондоні, де воно здобуло значну популярність. А створення британськими склодувами товстої скляної пляшки спонукало виноробів Шампані більш активно розгорнути виробництво ігристих вин на британський ринок.

### Голландці
У XVI та XVII столітті голландці (зокрема з Голландії та Зеландії) мали значний вплив на розвиток французького виноробства. Торговельний флот голландців мав доступ до портів усієї Північної Європи, зокрема до країн Балтії та Ганзейської унії. Коли спалахнули політичні конфлікти між Францією та Великою Британією, саме голландці стали тією рушійною силою, яка не дозволила згорнути виробництво французького вина. Місто Мідделбург стало центром торгівлі французьким вином.

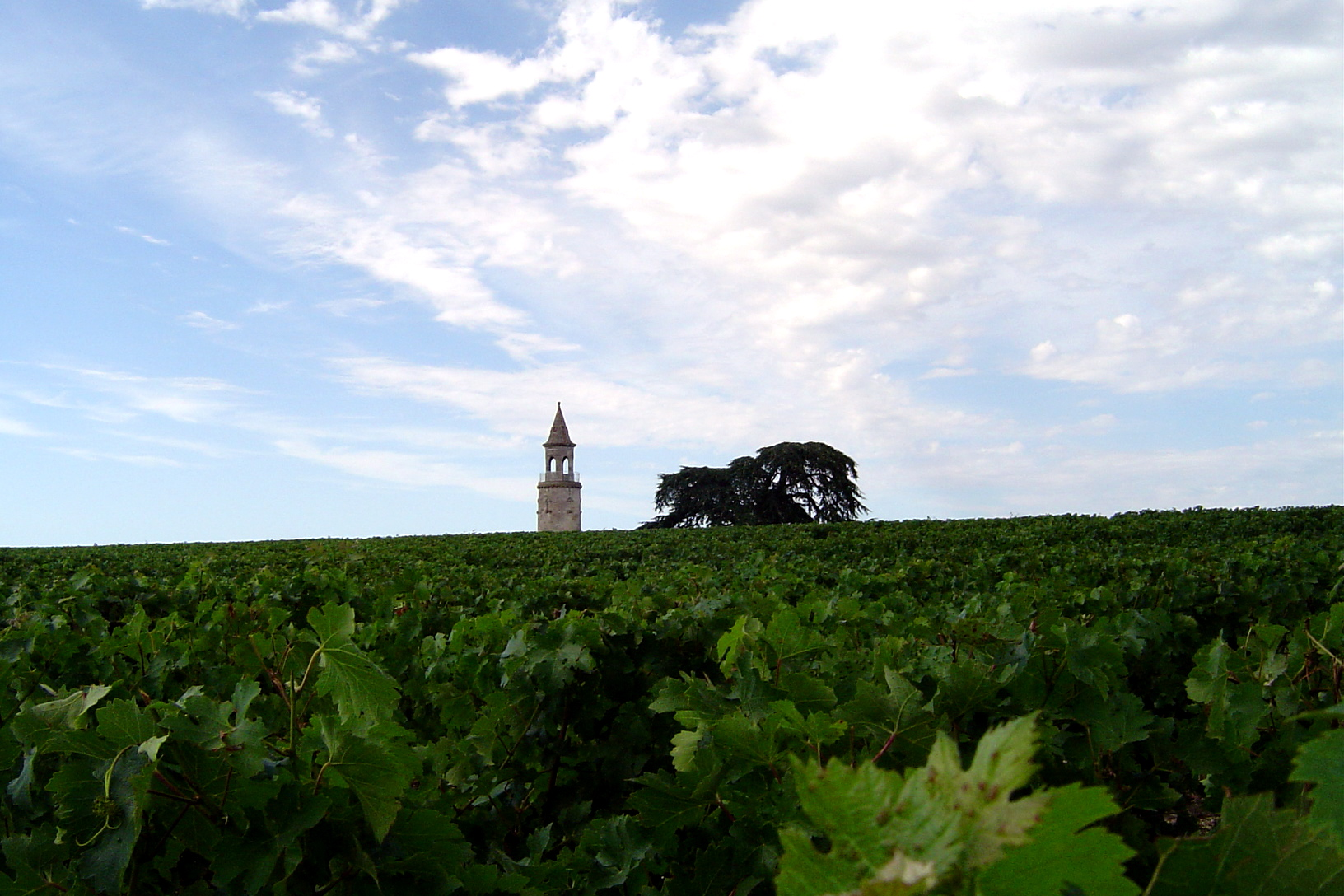
У Середньовіччя регіон Медок був заболоченою рівниною на якій доцільніше було вирощувати кукурудзу, а не виноград. Проте майстерність голландських інженерів дозволила осушити болото, і зробити регіон зручним для вирощування винограду Каберне Совіньйон та Мерло.

Інтерес голландців до прибуткової торгівлі вином спонукав розробку нових технологій виробництва та збереження вина. Одна із важливих проблем, що заважала французькій торгівлі вином, було псування, через яке вино рідко зберігалося до збору наступного врожаю. У цей період французьке вино залишалось незбалансованим та нестійким, йому часто не вистачало рівня алкоголю, необхідного для його тривалого зберігання. Це викликало стурбованість голландців, особливо зважаючи на те, що у зимовий період Балтійське і Біле море часто замерзало і ставало непрохідним для торгових кораблів, а до часу скресання криги вино часто не доживало. Щоб захистити вино від псування, голландці розробили способи кріплення вина, додаючи у вино бренді, щоб зупинити його бродіння і збільшити тривалість зберігання. Для стабілізації вина і якоюсь мірою подовження його зберігання було розроблено спосіб сульфурування вина (відомий як allumettes hollandaises). Нові способи, дозволили відмовитися від старих методів стабілізації з використанням свинцю, що використовувався з часів Стародавнього Риму, зокрема в регіоні Пуату, для підсолодження та збереження вина. Цей метод і готове вино при його споживанні викликало важкі отруєння свинцем, хворобу, знану як «кольки Пуату». Уже до кінця XVII століття винороби Пуату припинили використовувати цей метод у виробництві вина.
Торгівля з голландцями також сприяла поширенню по території Франції білих сортів винограду, вина з якого були популярними по усій Європі. Наприклад, у регіоні Мускадет, що у долині Луари було започатковано вирощування винограду сорту «Мелон де Бургон» (фр. Melon de Bourgogne), який не тільки був краще пристосований до умов регіону, а і давав значно вищий урожай ніж червоні сорти винограду.
Голландці уперше запровадили практику змішування виноградної сировини з різних регіонів для створення нових унікальних купажів, а також для покращення якості легких вин. Голландці уперше почали доводити «кларети» винами кагор з Каору. Голландські інженери провели роботи з осушення болотистої місцевості регіону Медок, після чого землю було засаджено виноградниками, які і сьогодні дають виноматеріал для найкращих вин Франції. Найвідоміші вина регіону Грав, зокрема Château Haut-Brion виготовляються з винограду, вирощеного на добре дренованому ґрунті. До цього теж доклали руки голландські інженери. До кінця XVII століття, за допомогою голландців уже росли і набували популярності у світі майбутні «перші крю» такі як: Лафіт, Латур, Марго.

### Християнська церква

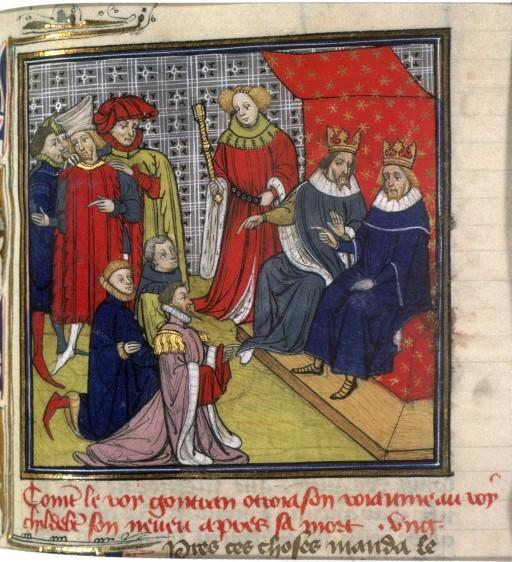
Під час правління династії Меровінгів було посаджено великі площі виноградників та передано ці виноградники церкві.

Існує теорія, що саме християнська церква врятувала виноробство Франції після розпаду Римської імперії. У період середньовіччя саме церква стала найбільшим утримувачем виноградників. За часів правління франкської династії Меровінгів відбувалося зародження виноградарства як галузі. Зокрема Гунтрам, онук Хлодвіга подарував виноградники абатству Сан Бенінь (фр. Saint Bénigne) у Діжоні. У 630 році герцог Нижньої Бургундії подарував абатству Беза, що розташовувалось поряд із Жевре, виноградники в Боні, Жевре та Вон-Романе.
Період правління Карла Великого, який об'єднав розрізнені землі в одну могутню державу, сприяв подальшому розширенню виноградарства. Карл також роздає землі абатствам. Так у 775 році абатство Сольє отримало земельні наділи. Господарство, що тепер має назву «Corton-Charlemagne» існує і сьогодні і за бургундською класифікацією належить до категорії «Гранд крю». Розповсюдження виноградарства за часів правління Карла Великого пов'язано з розширенням християнської церкви. Розширюючись церква потребувала все більшу кількість вина для проведення таїнства Євхаристії, власного споживання та прийняття важливих гостей. Гості, що відвідували церкву, звичайно були більше прихильними до неї, якщо церква щедро пригощала їх під час перебування. Кількість земель, що належать абатствам чи єпископствам, стала символом їх статусу. Деякі єпископства за кількістю земель не поступалися дворянським. З часом єпископства переїжджали ближче до своїх господарств. Так, єпископство Сен-Кантен переїхало в Нуайон неподалік від Парижа, а єпископство Лангр переїхало у Діжон неподалік Кот-д'Ор в Бургундії. Вплив християнської церкви сприяв створенню двох категорій вин у середньовічній Франції: прості, основні вина призначені для щоденного споживання та преміальні вина призначенні для частування важливих гостей.
Різноманітні чернечі ордени стали по суті синонімами певних виноробних регіонів, власниками яких вони були. Сьогодні на цих землях розташовуються найдорожчі виноградники. Першими монахами, що отримали великі площі виноградників, були бенедиктинці з Клюні. Вони володіли практично усіма землями сучасного Жевре-Шамбертен до 1273 року. З 1232 року абатство Сен-Віван (фр. St-Vivant) отримало виноградники, тепер відомі як Romanée-Conti, Romanee-St-Vivant , Richebourg , La Romanee та La Tâche, у подарунок від герцогині Бургундської. Бенедиктинці також були власниками виноградників, вино з яких виготовлялось у абатстві Сен-Пуркан (фр. St-Pourcain). Це вино вважалось одним з найкращих вин у середньовічній Франції. У долині Луари бенедиктинські монастирі у Бургей та Ла Шарите культивували виноград навколо монастирських земель та виробляли вино, а абатство Сен Ніколя утримувало великі площі виноградників в Анжу. У Бордо бенедиктинці володіли кількома господарствами, включаючи класифіковані Chateau Prieure в Кантенак, Château Carbonnieux з Грав. В інших регіонах бенедиктинські виноградники були розташовані поблизу Корни та Сен Пере (фр. St-Peray) в долині Рони, а також шість монастирських господарств у провінції Шампань регіону Реймс.
Одним із найвідоміших господарств цистерціанців був виноградник Clos de Vougeot, проте вони також мали у власності виноградники у Боні, Мерсо, Поммарі та Шаблі. Абатство Понтіньї, зокрема було першим господарством, яке виготовляло вино з винограду Шардоне. Вина, виготовлені цистерціанцями, високо цінувалися у Провансі та Сансеррі. Цистерціанці застосовували цілу систему методів ведення обліку щодо особливостей виготовлення вина. Завдяки детальному веденню обліку вони стали помічати, що певні ділянки землі, навіть ті, які розташовані поряд, можуть давати вино різної якості. Ці спостереження стали основою ідентифікації певних «крю», виноградників та розуміння поняття теруар.
Завдяки утриманню великих площ виноградників, виготовленню великих кількостей різноманітного вина Християнська Церква здійснила багато досягнень в галузі французького виноробства та виноградарства, зокрема у вивченні та спостереженні за виноградниками, відборі і селекції сортів винограду залежно від умов вирощування та відкриття нових методів вирощування винограду і виробництва вина. У 1531 монах із Лангедоку виявив процес перетворення вина у ігристе. Незважаючи на поширену думку, що вперше ігристе вино, яке потім було назване шампанським, винайшов Дом Периньйон, хоча Дом Периньйон зробив декілька важливих внесків у історію французького вина і зокрема шампанського. У 1668 році П'єр Периньйон був призначений скарбником абатства Овілле, розташованого на північ від Еперне. У його обов'язки входило в тому числі управління виноградниками абатства та збір десятини виноградом і вином. Зібрані вина він часто змішував, причому його змішані вина часто цінувалися значно вище, ніж інші вина Шампані. Практика змішування вина з різних виноградників була застосована ним уперше, тому його можна назвати родоначальником купажування вина. Він також запровадив практику обрізки винограду з метою збільшення врожайності, та обрізку пізніх грон з метою збільшення цукристості ранніх грон.